# Druschba-Trasse
Die Druschba-Trasse, benannt nach dem russischen Wort Дружба für „Freundschaft“, war ein Bauabschnitt der insgesamt 2750 Kilometer langen Erdgasleitung „Sojus“. Gebaut wurde die „Trasse“ von der Deutschen Demokratischen Republik (DDR) als Zentrales Jugendobjekt der Freien Deutschen Jugend (FDJ). Die Länge des DDR-Abschnitts betrug 518 Kilometer. Diese Erdgastrasse wurde in mehreren Ausbaustufen über Jahrzehnte hinweg gebaut.

## Geschichte
Zwischen der Sowjetunion und anderen Staaten des Ostblocks wurde im Juni 1974 in Sofia auf der 28. Tagung des Rates für gegenseitige Wirtschaftshilfe (RGW) die Lieferung von Gas und Erdöl gegen Bauleistung an der Erdgasleitung vereinbart. Ziel war es, die Erdgaslagerstätte bei Orenburg zu erschließen und eine Erdgasleitung nach Uschgorod an der sowjetischen Westgrenze zu errichten.
Während der Konstruktion von 1974 bis 1978 erhielten die beteiligten RGW-Länder in der Reihenfolge Bulgarien, Tschechoslowakei, Polen, DDR und Ungarn je einen etwa 550 Kilometer langen Bauabschnitt. Der Bauabschnitt der DDR verlief durch die Ukraine von Krementschug am Dnepr bis nach Bar in der Westukraine. Es war die größte Investitionsbeteiligung der DDR. Die Standorte der Baustellen waren Krementschug, Alexandrowka, Talnoje, Gaisin, Bar und Tscherkassy (am Dnepr), wo die Baustellendirektion ihren Sitz hatte.
Alle Kosten für die Planung, die benötigte Technik für bis zu 10.000 Beschäftigte gleichzeitig, die nötige Infrastruktur, eine Luftbrücke und Wohnungen der sowjetischen Betreiber waren von der DDR zu tragen. Finanziert wurde die Trasse über die kostenlose Abgabe eines Teils des Erdgases an die DDR und später über den Einigungsvertrag an die Bundesrepublik Deutschland. Auf der 2760 Kilometer langen Trasse wurden Rohre aus Japan, Italien und der Bundesrepublik Deutschland mit 1420 Millimeter Durchmesser und meist 16 bis 19 Millimeter Wandstärke verlegt. Es wurden 105 Kilometer Schweißnähte an 26.000 Rundnähten in Handarbeit gezogen. Dabei wurden 1.113.000 Elektroden des Typs Fox-cel und 5.300.000 Elektroden des Typs KbXs verbraucht. Auf den Schweißbasen wurden zusätzlich 55 Tonnen UP-Schweißdraht und 105 Tonnen Schweißpulver zu Schweißnähten beim Zusammensetzen von Einzelrohren zu Segmenten verbraucht. 31 Straßen wurden geschlitzt, acht unterirdische Unterquerungen von Verkehrslinien sowie 21 Freileitungen auf Stützen erstellt. Darüber hinaus wurden neun Sümpfe, ein Stausee und der Fluss Dnepr gequert, wobei zum Teil neuartige Verfahren zur Querung von Sümpfen, zum Bezwingen von Steilhängen und zum Einsatz von Schweißautomaten entwickelt wurden und zum Einsatz kamen.
In späteren Jahren wurde die Erdgasleitung weiter ausgebaut und erneut wurden die Abnehmerländer zu Bauarbeiten herangezogen.
Die für den Zeitraum 1982 bis 1993 der DDR zugeteilten drei Bauabschnitte der Erdgastrasse wurden diesmal durch eine Vielzahl von DDR-Betrieben mit über 10.000 Arbeitern und auch einigen Studenten gebaut.
Die dort Arbeitenden durften die Hälfte ihrer in Rubel ausgezahlten Tagegelder auf ein Genex-Konto („Ost“) einzahlen, welche in Mark der DDR umgerechnet wurden, und dann entsprechende – im DDR-Einzelhandel nur schwer erwerbbare – Waren aus dem Genex-Katalog „Ost“ bestellen.
Weitere Vergünstigungen waren der sogenannte „Trassenzuschlag“ in Höhe von 25 Mark der DDR, der pro Arbeitstag berechnet und gemeinsam mit dem Lohn/Gehalt überwiesen wurde, sowie die sogenannte „Autokarte“.
Letztere war ein Sonderbezugsschein für einen Pkw nach Wahl, der nach drei Jahren ununterbrochener Trassentätigkeit übergeben wurde und mit dem nach einer weiteren Wartezeit von etwa zwei Jahren ein Pkw bezogen werden konnte (die normale, heute nicht mehr vorstellbare Wartezeit für Pkw-Bestellungen in der DDR betrug etwa zwölf Jahre für einen Trabant bzw. 15 bis 18 Jahre für einen Wartburg).
In den Jahren 2005/2006, 2007/2008 und 2008/2009 kam es zu dem Russisch-ukrainischen Gasstreit, in dessen Verlauf die Gasleitung mehrmals im Winter außer Betrieb genommen wurde (auch bei der Erdölleitung Freundschaft gab es einen Streit mit Belarus, bei dem es auch zur Einstellung der Lieferung nach Polen, Tschechien, Ungarn und Deutschland kam; zuletzt wurde ab September 2013 die Lieferung wegen des Kalistreits um ein Viertel gekürzt). Es ging um Meinungsverschiedenheiten zur Frage der Vergütung von planmäßigen und außerplanmäßigen Lieferungen bzw. um die Frage des Abschlusses neuer Lieferverträge. Als Folge wurde am 1. Januar 2006 die Lieferung eingestellt. Im März 2008 wurden die Lieferungen bis zu 50 % (gemäß abweichenden Quellen bis zu 60 %) reduziert. Aus ähnlichen Gründen wurden ab dem 1. Januar 2009 die Lieferungen vollständig eingestellt, was sich auf der ganzen Länge der Leitung auswirkte.

## FDJ-Auszeichnung

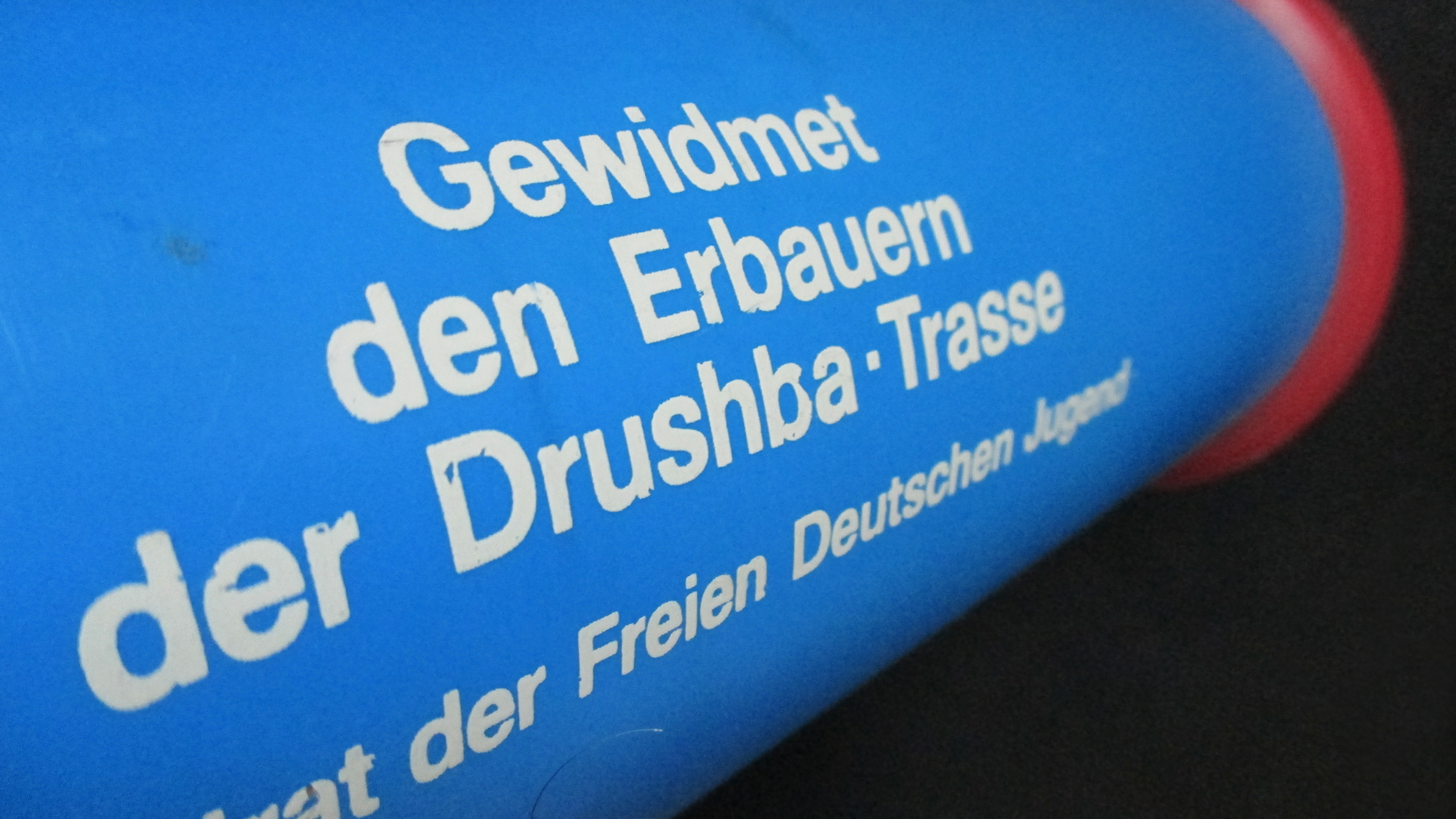
Ehrengeschenk des Zentralrats der Freien Deutschen Jugend

Die Teilnehmer am Jugendobjekt erhielten vom Zentralrat der Freien Deutschen Jugend eine verkleinerte blaue Erdgasleitung mit roten Endabschlussstücken. Auf der einen Seite war der Stationsverlauf der 2750 Kilometer langen Leitung abgebildet. Auf der gegenüberliegenden Seite der Röhre war das FDJ-Logo mit dem Text „Gewidmet den Erbauern der Druschba-Trasse – Zentralrat der Freien Deutschen Jugend“ aufgedruckt. Inhalt der Röhre war ein Lage- und Stationsplan der Sojus-Erdgastrasse sowie Tücher und Abzeichen.

## Varia
- Jörg Stempel, der später beim Plattenlabel Amiga Karriere machte, war zweieinhalb Jahre als Kulturorganisator und Filmvorführer an der Erdgastrasse tätig.
- MDR-Sendung zum Bauvorhaben[2]